# شاخص خشکی

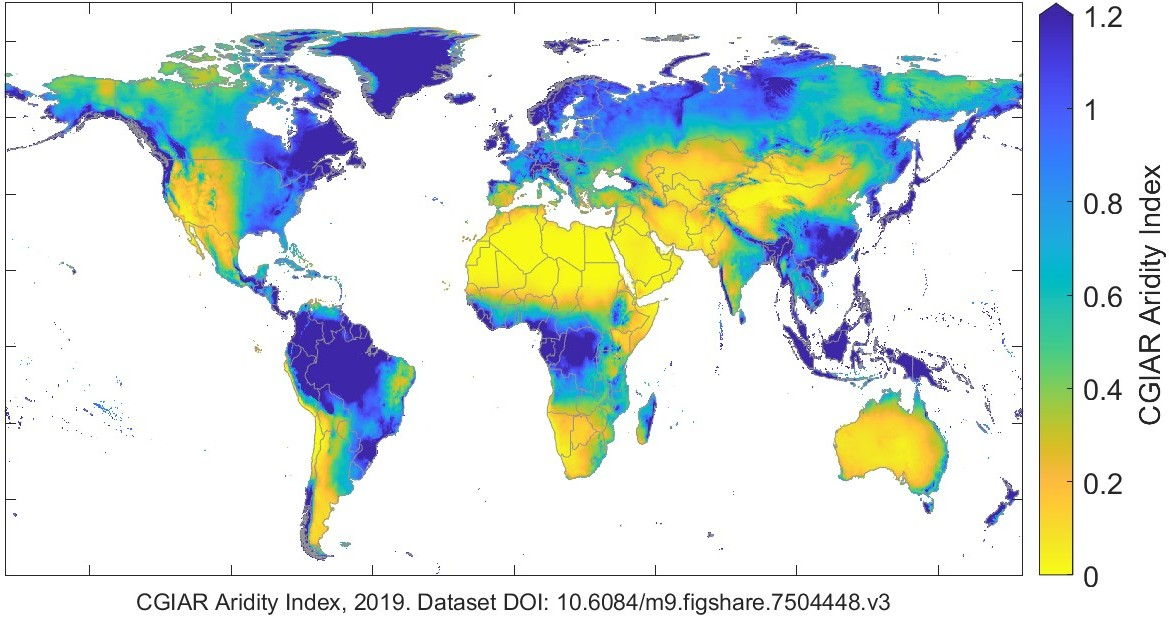
نقشه جهانی شاخص خشکی

نمایه خشکی یا شاخص خشکی (به انگلیسی: Aridity index) یک شاخص عددی به منظور توصیف خشکی آب و هوا در یک منطقه مشخص جغرافیایی است. شاخص خشکی توسط برنامه محیط زیست سازمان ملل (UNEP) به شکل زیر تعریف شده‌است.
{\displaystyle AI_{U}={\frac {P}{PET}}}
که {\displaystyle PET} قابلیت تبخیر-تعرق، {\displaystyle P} میانگین بارش سالیانه و {\displaystyle AI_{U}} شاخص خشکی هستند.